# Transpoziție Favorskii
Transpoziția Favorskii este o reacție de transpoziție a derivaților α-halogenați de ciclopropanonă (și a altor α-halogenocetone ciclice) la derivați carboxilici corespunzători. Concomitent cu formarea grupei carboxil are loc și o diminuare a mărimii ciclului (de exemplu, de la un ciclu format din șase atomi de carbon, hexaciclic, se obține un ciclu format din cinci atomi de carbon, pentaciclic). Reacția se desfășoară în prezența unei baze, uneori un hidroxid, dar se pot utiliza și alcoxizi sau amine, obținându-se un ester sau o amidă. În aceleași condiții de reacție, α,α’-dihalogenocetonele elimină hidracid HX, rezultând compuși carbonilici α,β-nesaturați.